# Luciana Barreto
Luciana Barreto (Nova Iguaçu, 24 de fevereiro de 1977) é uma jornalista e apresentadora de televisão brasileira. É formada em jornalismo pela Pontifícia Universidade Católica do Rio de Janeiro, e mestre em relações étnico-raciais pelo Centro Federal de Educação Tecnológica Celso Suckow da Fonseca (CEFET-RJ). Foi apresentadora do programa Brasil Meio-Dia exibido pela CNN Brasil.

## Biografia

#### Na televisão
Começou a carreira em um estágio no canal Futura, na sede localizada no Rio de Janeiro. Em seguida, na cidade carioca desempenhou atividades para o canal GNT, onde apresentava documentários, posteriormente integrou a equipe do canal BandNews TV.
Em 2004, passou a apresentar o programa Edição Nacional, na TVE. Com o advento da TV Brasil, em 2007 apresentou, do Rio de Janeiro, a edição noturna do telejornal Repórter Brasil, acompanhada de Lincoln Macário de Brasília e de Florestan Fernandes Júnior de São Paulo.
A jornalista Luciana Barreto foi anunciada como uma das primeiras apresentadoras da CNN Brasil. Ela comandou o telejornal diário Visão CNN e tem participações nas demais plataformas. Em fevereiro de 2020, o canal divulgou que a jornalista seria ancora, ao lado do jornalista Evandro Cini. Em novembro de 2020, Luciana deixa a bancada do Visão e assume a apresentação do Realidade CNN além de seguir na apresentação do CNN Nosso Mundo. Em 09 de novembro, Luciana assume o CNN Novo Dia, ao lado de Rafael Colombo e Elisa Veeck.
Em abril de 2022, Luciana retorna como titular do Visão CNN e permanece assim até sua extinção, em 12 de abril de 2023, tendo no dia seguinte, estreado como apresentadora da nova versão do programa O Grande Debate. A atração saiu do ar em agosto (voltou depois, mas com outro apresentador) e em 25 de setembro, ela estreou o jornal Brasil Meio-Dia. Em 11 de dezembro, Luciana anunciou sua saída da CNN Brasil após 4 anos pra retornar pro RJ por motivos pessoais.
Em fevereiro de 2024, Luciana Barreto reestreia na EBC, assumindo a função de editora-chefe e apresentadora do Repórter Brasil Tarde.

## Prêmios e honrarias
Ganhou o Prêmio Nacional de Jornalismo Abdias Nascimento, em 2012, pelo programa “Caminhos da Reportagem – Negros no Brasil: brilho e invisibilidade”. Foi eleita uma das Mulheres Inspiradoras de 2015 pelo Think Olga. Em 2018, recebeu o prêmio “Sim a Igualdade Racial” na categoria “Em Pauta”, por seu trabalho na mídia contra o racismo. No mesmo ano foi eleita Embaixadora de Turismo do Rio de Janeiro por dar visibilidade ao Estado através do ativismo em prol do respeito à diversidade.
Também em 2018, começou a carreira no cinema assinando o pré-roteiro e entrevistas do longa-metragem documental “A Última Abolição”, da Globo Filmes.
Em 2021, foi nomeada na lista das 100 Pessoas Mais Influentes de Descendência Africana (Mipad) na categoria Mídia.

## Filmografia
| Ano           | Nome                  | Função        | Emissora    |
| ------------- | --------------------- | ------------- | ----------- |
| 2003–2005     | Jornal BandNews       | Apresentadora | BandNews TV |
| 2005–2007     | Edição Nacional       | Apresentadora | TVE Brasil  |
| 2007–2013     | Repórter Brasil Noite | Apresentadora | TV Brasil   |
| 2013–2014     | Repórter Brasil Manhã | Apresentadora | TV Brasil   |
| 2014–2019     | Repórter Brasil Tarde | Apresentadora | TV Brasil   |
| 2020          | Visão CNN             | Apresentadora | CNN Brasil  |
| 2020–2022     | CNN Novo Dia          | Apresentadora | CNN Brasil  |
| 2020–2022     | CNN Nosso Mundo       | Apresentadora | CNN Brasil  |
| 2020–2021     | Realidade CNN         | Apresentadora | CNN Brasil  |
| 2022–2023     | Visão CNN             | Apresentadora | CNN Brasil  |
| 2023          | Brasil Meio-Dia       | Apresentadora | CNN Brasil  |
| 2023          | O Grande Debate       | Apresentadora | CNN Brasil  |
| 2024–presente | Repórter Brasil Tarde | Apresentadora | TV Brasil   |